# Estuario del Tay
El estuario del Tay (en inglés: Firth of Tay; en gaélico escocés, Linne Tatha) es un estuario situado en la costa oriental de Escocia, entre los condados de Fife, Perth y Kinross, Dundee y Angus. El Estuario tiene una anchura máxima de 4.8 km (3 mi) cerca de Invergowrie y una longitud de 37 km (23 mi). En el interior del estuario se encuentra la isla pantanosa de Mugdrum.

## Geografía

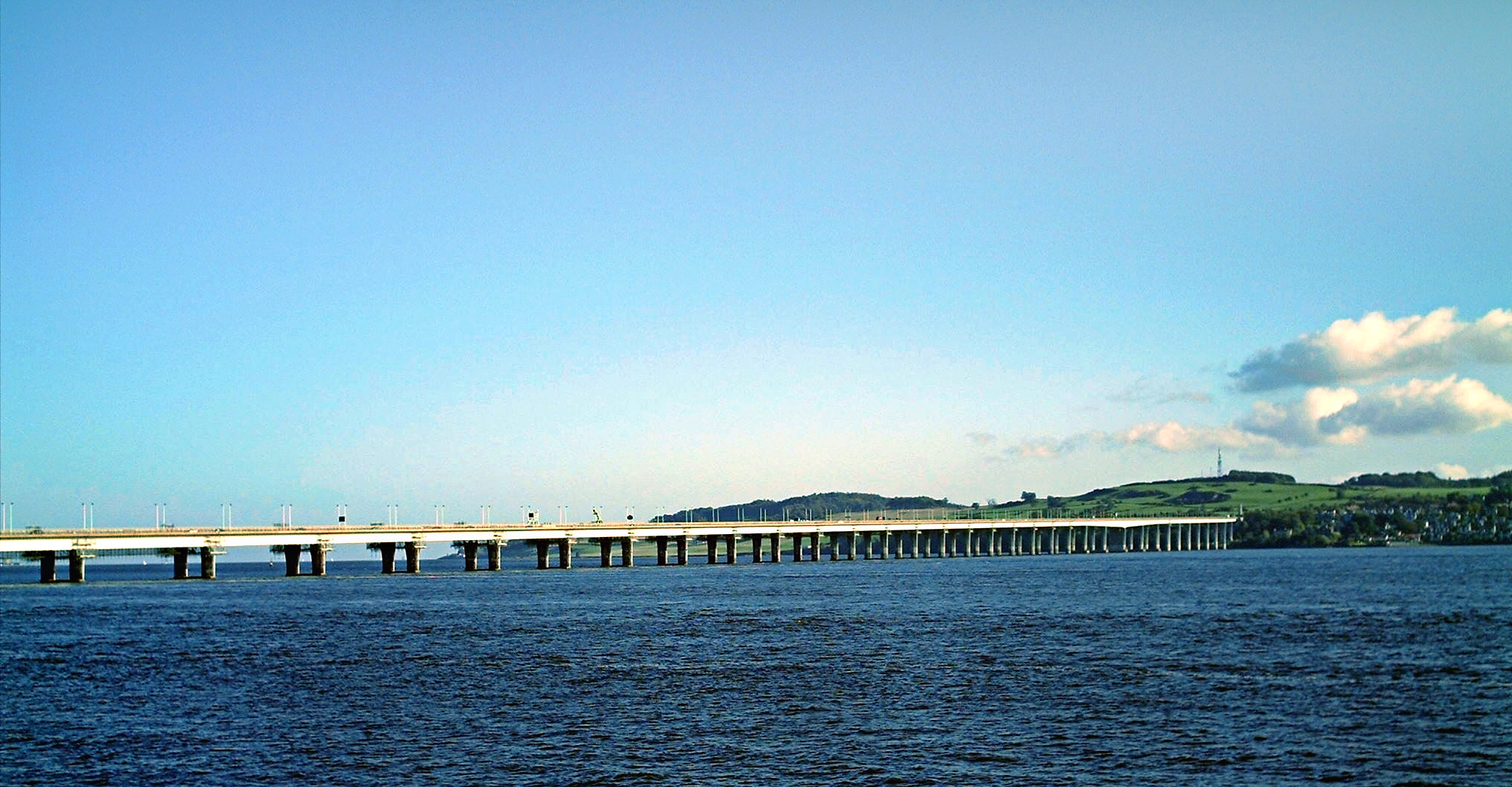
El puente de la A92 atravesando el estuario.

El estuario va desde la confluencia de los ríos Earn y Tay cerca de Perth hasta la desembocadura del río Tay, el más caudaloso de Escocia. En su parte interior desagua el río más caudaloso de Escocia, el río Tay. Hay una gran isla en el fiordo, la isla pantanosa de Mugdrum. 
Dos puentes cruzan el estuario: el puente de la A92 y el puente del ferrocarril.

## Patrimonio natural
El estuario del río Tay fue designado sitio Ramsar el 28 de julio de 2000 junto con el estuario del río Eden. También fue designado zona de especial protección para las aves el 2 de febrero de 2000 y zona de especial conservación el 17 de marzo de 2000. En el siglo XVIII sus orillas se llenaron de plantaciones de cañizos para evitar la erosión de las orillas, conformando en la actualidad el 15% del total del reino Unido.
Varias partes del estuario se han catalogado como áreas de especial interés científico: la parte interior del estuario, la bahía de Monifieth y la costa entre Tayport y Tentsmuir.
La bahía de Invergowrie es una reserva natural local.

## Pueblos y ciudades en la costa
En las costas del fiordo hay varias ciudades y pueblos, siendo los más importantes:
- Balmerino
- Broughty Ferry, con 13.155 hab;
- Dundee, la cuarta ciudad de Escocia, con 141.930 hab. en 2006);
- Invergowrie
- Kingoodie
- Monifieth,  con 8.180 hab. (est. 2006);
- Newburgh, con 2.040 hab. (est 2004);
- Newport-on-Tay, con 7,922 hab.;
- Tayport, con 7.922 hab.
- Woodhaven
- Wormit

## Historia
El 6 de octubre de 1938 un hidroplano despegó desde el estuario usando la combinación Mercury-Maia y voló sin paradas 6045 mi (9728 km) hasta Sudáfrica, estableciendo un récord que todavía no ha sido batido.
Durante la Segunda Guerra Mundial la defensa del estuario corrió a cargo del 1.er Cuerpo de ejército polaco. El estuario vio acciones aéreas, con batallas entre escuadrones de las bases aéreas de Montrose Leucahrs contra escuadrones de bombarderos Heinkel 111, y actividad submarina. A partir de febrero de 1940, las incursiones alemanas se volvieron más peligrosas y la actividad decreció hasta el final de la guerra.
El estrecho homónimo (en inglés) Firth of Tay, en la Antártida, fue descubierto en 1892-93 por el capitán Thomas Robertson de la expedición ballenera de Dundee y fue nombrado por él en reconocimiento a este estuario escocés. También nombró la cercana isla de Dundee, en honor de la principal ciudad del estuario.

## Lugares de interés
- Abadía de Balmerino
- Bosque Tentsmuir
- Castillo de Broughty
- Castillo de Elcho
- Isla de Mugdrum
- Tay Rail Bridge
- Tay Road Bridge

## Imágenes

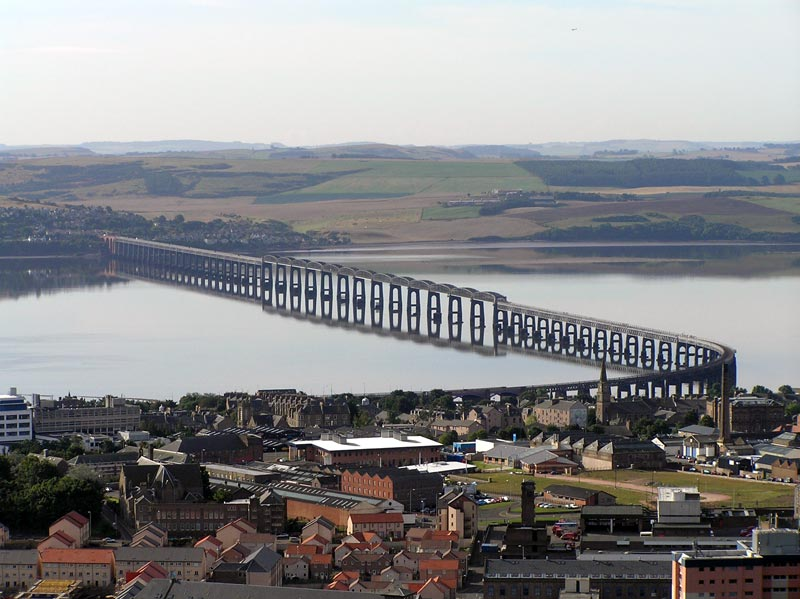
El puente del ferrocarril sobre el río Tay.